# Mat Hoffman's Pro BMX 2
Mat Hoffman's Pro BMX 2 est un jeu vidéo de sport (BMX) édité par Activision, sorti en 2002 sur PlayStation 2, Xbox, GameCube et Game Boy Advance. Il s'agit de la suite de Mat Hoffman's Pro BMX.

## Système de jeu
Le joueur peut incarner différents cyclistes BMX professionnels :
- Mat Hoffman
- Ruben Alcantara
- Mike Escamilla
- Seth Kimbrough
- Joe "Butcher" Kowalski
- Cory Nastazio
- Donny Robinson
- Simon Tabron
- Rick Thorne
- Nate Wessel
- Day Smith

## Accueil
- Jeux vidéo Magazine : 13/20[1]